# اعتلالات عضلية متقدرة
الاعتلالات العضلية المتقدرة هي أنواع من الاعتلالات العضلية المرتبطة بمرض الميتوكوندريا (المتقدرات). لا يمكن إنتاج أدينوسين ثلاثي الفوسفات (ATP)، وهو المادة الكيميائية المستخدمة لتوفير الطاقة للخلية، بشكل كاف عن طريق الفسفرة التأكسدية عندما تكون الميتوكوندريا إما تالفة أو فاقدة للإنزيمات الضرورية أو بروتينات النقل. مع نقص إنتاج ATP في الميتوكوندريا، يصبح هناك اعتماد مفرط على تحلل السكر اللاهوائي ما يؤدي إلى الحماض اللبني إما أثناء الراحة أو أثناء ممارسة الرياضة.
تورث الاعتلالات العضلية المتقدرة الأولية، في حين قد تكون الاعتلالات العضلية المتقدرة الثانوية موروثة (مثل الحثل العضلي الدوشيني) أو بيئية (مثل الاعتلال العضلي الكحولي). عندما يكون مرضًا أوليًا وراثيًا، فهو أحد الاعتلالات العضلية الأيضية.
عند عمل خزعة، تظهر الأنسجة العضلية للمرضى الذين يعانون من هذه الأمراض عادة ألياف عضلية حمراء خشنة على تلطيخ جوموري ثلاثي الألوان. يرجع المظهر الأحمر الخشن إلى تراكم الميتوكوندريا غير الطبيعية تحت غشاء البلازما. قد تحتوي هذه الألياف الحمراء الخشنة على تراكمات طبيعية أو متزايدة بشكل غير طبيعي من الغليكوجين والدهون المحايدة، مع تلطيخ (تلوين) كيميائي نسيجي يُظهر تورطًا غير طبيعي في السلسلة التنفسية، مثل نازعة هيدروجين السكسينات أو سيتوكروم سي أكسيداز. وكان يُعتقد أن الوراثة تكون من الأم (خارج النواة غير المندلية). ومن المعروف الآن أن بعض عمليات حذف الحمض النووي للنواة يمكن أن تسبب أيضًا اعتلال عضلي متقدري مثل حذف الجين OPA1.

## العلامات والأعراض
من الأعراض الشائعة ضعف العضلات القريبة، وعدم تحمل التمارين الرياضية، والحماض اللبني، وارتفاع نسبة اللاكتات/البيروفات في الدم، ومصل CK الطبيعي إلى المرتفع، وضيق التنفس، والاستجابة القلبية التنفسية المبالغ فيها لممارسة الرياضة. قد يكون معزولًا عن العضلات (اعتلال عضلي خالص) أو قد يكون جهازيًا، بما في ذلك ليس فقط الاعتلال العضلي، ولكن أيضًا تشوهات العين والاعتلال العصبي المحيطي والتشوهات العصبية. تُظهر خزعة العضلات عادةً أليافًا حمراء خشنة، ويُظهر التلوين الكيميائي النسيجي وجود خلل في السلسلة التنفسية أو انخفاض في السيتوكروم سي أوكسيديز (COX).
الأنواع الخمسة الأكثر شيوعًا هي اعتلال الدماغ المتقدري، والحماض اللبني، والمتلازمة الشبيهة بالسكتة الدماغية MELAS، والصرع الرمع العضلي والألياف الحمراء الخشنة MERF، ومتلازمة كيرنز ساير KSS، وشلل العين الخارجي التقدمي المزمن CPEO، واعتلال الدماغ العصبي الهضمي المتقدري MNGIE المدرجة أدناه:
- اعتلال الدماغ المتقدري، والحماض اللبني، والمتلازمة الشبيهة بالسكتة الدماغية (MELAS)
  - درجات متفاوتة من الضعف الإدراكي والخرف
  - الحماض اللبني
  - سكتات دماغية
  - هجمات نقص تروية عابرة
  - فقدان السمع
  - فقدان الوزن
- الصرع الرمعي العضلي والألياف الحمراء الخشنة (MERRF)
  - الصرع الرمعي العضلي التقدمي
  - تتراكم كتل الميتوكوندريا المريضة في ألياف العضلات وتظهر على شكل ألياف حمراء خشنة عندما يتم صبغ العضلات بصبغة غوموري ثلاثية الألوان المعدلة
  - قصر القامة
- متلازمة كيرنز ساير (KSS)
  - شلل العين الخارجي
  - عيوب التوصيل القلبي
  - فقدان السمع الحسي العصبي
- شلل العين الخارجي التقدمي المزمن (CPEO)
  - خزل العين التقدمي
  - تداخل الأعراض مع اعتلالات عضلية متقدرة الأخرى
- اعتلال الدماغ العصبي الهضمي الميتوكوندريا (MNGIE)
  - ضعف العضلات وضمورها، وبشكل أكثر وضوحًا في الجزء القاصي من الجسم
  - ضعف المنعكسات أو غيابها
  - تدلي الجفون وشلل العين شائع
  - خلل الحركة الهضمي (مثل الانتفاخ وتشنجات المعدة والإسهال)

## الأسباب
الاعتلال العضلي المتقدري يعني حرفيًا مرض الميتوكوندريا، وهو مرض عضلي ناجم عن خلل في الميتوكوندريا. الميتوكوندريا هي المنتج الرئيسي للطاقة في جميع الخلايا تقريبًا في جميع أجزاء الجسم. الاستثناء هو كريات الدم الحمراء الناضجة (خلايا الدم الحمراء)، بحيث لا تستهلك الأكسجين الذي تحمله. في العين، لا تحتوي العدسة والجزء الخارجي من شبكية العين على أي ميتوكوندريا تقريبًا. تحتوي الخلايا العضلية على العديد من الميتوكوندريا، وخاصة الألياف العضلية من النوع الأول، وإذا كانت الميتوكوندريا تعاني من مشاكل لا تنتج طاقة كافية للخلية لتعمل، تحدث المشاكل.
قد يكون السبب وراثيًا، حيث أن العديد منهم لديهم وراثة الميتوكوندريا (بما في ذلك الحمض النووي للميتوكوندريا الذي ينتقل فقط من الأم)، على الرغم من وجود طفرات الحمض النووي للنواة مع الميراث المندلي والتي تكون إما جسمية سائدة، أو متنحية، أو متنحية مرتبطة بالكروموسوم X أيضًا. مثال على الحمض النووي للنواة هو طفرة داخل جين POLG (بوليميراز جاما)، والتي تتسبب في تلف الحمض النووي للميتوكوندريا (mtDNA) وفقدان وظيفته.